# Jacek Żalek

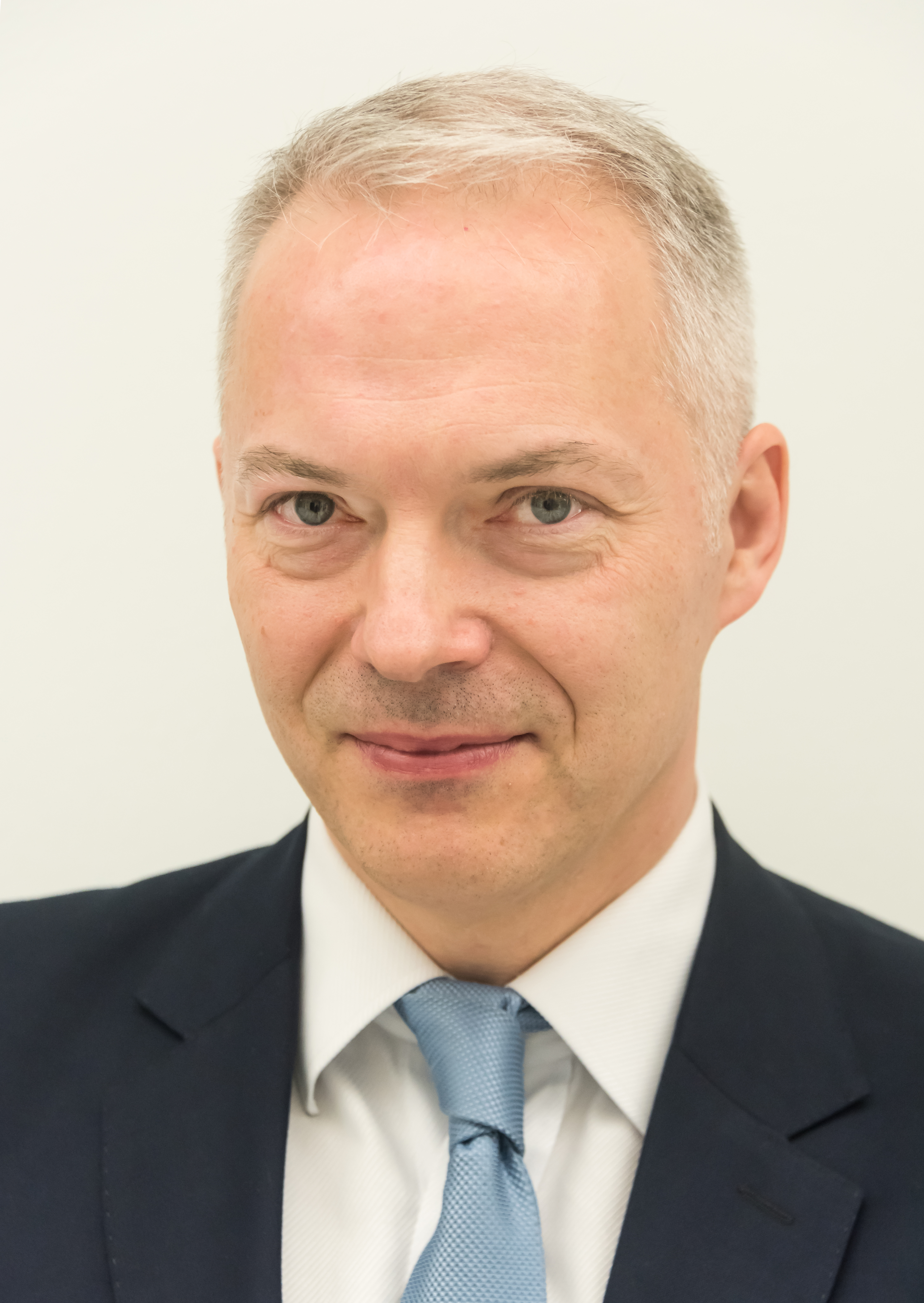
Jacek Żalek (2022)

Jacek Żalek (* 13. Januar 1973 in Białystok) ist ein polnischer Politiker, zuletzt 2020–2023 Staatssekretär im Ministerium für Regionalentwicklung, der Mitglied in wechselnden Parteien des polnischen Konservatismus war: AWS, Koalicja Konserwatywna, SKL, Przymierze Prawicy, ChRS, PiS, PO, PJN, Polska Razem und Porozumienie. Er gehörte dem VI., VII., VIII. und IX. Sejm an.

## Leben
Jacek Żalek schloss die Universität Białystok mit einem Magister in Rechtswissenschaft ab. 1998 wurde er für die Akcja Wyborcza Solidarność (Wahlaktion Solidarität) in den Rat der Stadt Białystok gewählt. Ab 2002 war er in dem Ratals parteiloser Kandidat  für die Liga Polskich Rodzin (Liga Polnischer Familien) vertreten. Er wurde 2003 aus der Ratsfraktion ausgeschlossen und trat der Chrześcijański Ruch Samorządowy bei. Später wechselte er zur Prawo i Sprawiedliwość (Recht und Gerechtigkeit) und wurde für diese 2006 in den Woiwodschaftssejmik der Woiwodschaft Podlachien gewählt. Bei den vorgezogenen Parlamentswahlen 2007 trat er für die Platforma Obywatelska an. Im Wahlkreis 24 Białystok erhielt er 9.560 Stimmen und konnte so ein Mandat für den Sejm erringen. Er ist seit 2007 in den Kommissionen Gerechtigkeit und Menschenrechte (Komisja Sprawiedliwości i Praw Człowieka) und Gesetzgebung (Komisja Ustawodawcza) tätig. Von 2000 bis 2008 gehörte er zudem dem Konservativ-Monarchistischen Klub an, aus dem er wegen der Zustimmung zum Vertrag von Lissabon ausgeschlossen wurde. Bei der Parlamentswahl 2011 wurde er in den Sejm wiedergewählt. Nachdem seine Fraktionsmitgliedschaft am 30. August 2013 wegen „wiederholter Disziplinarverstöße“ suspendiert worden war, trat er im Oktober des Jahres mit Jarosław Gowin und John Godson der Partei Polska Jest Najważniejsza bei. Diese ging im Dezember 2013 in der Polska Razem auf, deren Präsidium er bis 2015 angehörte. Bei der Europawahl in Polen 2014 war er Spitzenkandidat im Wahlkreis 3. Die Partei scheiterte jedoch an der Sperrklausel. Im Sejm wurde er stellvertretender Vorsitzender Fraktion Zjednoczona Prawica. Über das Wahlbündnis mit der PiS wurde er dann bei der Parlamentswahl 2015 in den Sejm wiedergewählt. Er wurde daraufhin erneut stellvertretender Fraktionsvorsitzender des Rechtsbündnisses.
Obwohl weiter Mitglied von Porozumienie (wie sich Polska Razem inzwischen nannte), trat er für die PiS im Oktober 2018 bei der Stadtpräsidentenwahl in seiner Heimatstadt Białystok an, unterlag aber mit 30,2 % bereits im ersten Wahlgang Amtsinhaber Tadeusz Truskolaski, der für Koalicja Obywatelska antrat und 54,6 % der Stimmen erhielt. Stattdessen gelang ihm bei der Parlamentswahl 2019 erneut der Einzug in den Sejm. Am 9. April 2020 wurde er zum Staatssekretär im Ministerstwo Funduszy i Polityki Regionalnej ernannt. Im Februar 2021 wurde er aus der Porozumienie ausgeschlossen. Im März 2023 trat er als Staatssekretär zurück. 2023 schied er aus dem Sejm aus.